# Xhelal Koprencka
Xhelal Sami Koprencka (ur. 5 maja 1933 w Tiranie, zm. 29 maja 1979) – albański więzień polityczny, ofiara represji komunistycznych.

## Życiorys
Syn Samiego Koprencki. Pochodził z zamożnej rodziny, która w okresie międzywojennym utrzymywała się z kilku młynów wodnych w rejonie Korczy. Po ukończeniu szkoły w Korczy, naukę kontynuował w Tiranie, a następnie w 1953 zamieszkał w Szkodrze, razem z siostrą Liri. Tam też w 1957 ukończył gimnazjum. Po ukończeniu szkoły podjął pracę hydraulika w zakładach tytoniowych, a następnie technika w przedsiębiorstwie budowlanym. 7 października 1957 został aresztowany przez funkcjonariuszy Sigurimi i oskarżony o planowanie ucieczki z kraju. Mimo iż nie przyznał się do winy został skazany na 7 lat i 6 miesięcy pozbawienia wolności i konfiskatę majątku. Karę odbywał w więzieniu w Tiranie, skąd został zwolniony pod koniec 1963. Powrócił do Szkodry, gdzie ponownie pracował jako hydraulik. W marcu 1967 aresztowany po raz drugi i oskarżony bezpodstawnie o próbę kradzieży dwóch silników elektrycznych na szkodę socjalistycznego państwa. Skazany na 20 lat więzienia karę odbywał w więzieniu 313 w Tiranie. W tym czasie wykonywał tłumaczenia z języka włoskiego na rzecz ministerstwa spraw wewnętrznych (włoskiego nauczył się w czasie pobytu w więzieniu). W 1973 został przeniesiony do więzienia w Ballshu, a stamtąd dwa lata później do Sarandy. W 1976 ponownie stanął przed sądem w Sarandzie, oskarżony o działalność agitacyjną i propagandową na szkodę państwa albańskiego i skazany na 10 lat więzienia. W 1977 skierowany do więzienia w Spaçu. W 1978 napisał list do przywódców Albańskiej Partii Pracy, w którym krytykował ich decyzje polityczne. List nie został wysłany, ale w czasie rewizji znaleziono go przy więźniu. W lutym 1979 Koprencka został dołączony przez śledczych do sprawy Vangjela Lezhy i Fadila Kokomaniego, oskarżonych o utworzenie organizacji kontrrewolucyjnej i planowania zamachu na przywódców państwa.
Proces Xhelala Koprencki rozpoczął się w maju 1979 w więzieniu w Tiranie. Akt oskarżenia zawierał zarzut utworzenia w więzieniu organizacji nacjonalistycznej, która miała na celu obalenie władzy ludowej (art. 55, 57 KK). Sąd, którego obradom przewodniczył Sofokli Krongo (prokurator Skënder Breca), skazał Koprenckę na karę śmierci przez rozstrzelanie. 29 maja 1979 razem z Vangjelem Lezho i Fadilem Kokomanim został wywieziony z więzienia 313 w Tiranie i rozstrzelany na przedmieściach miasta. Proces Koprencki przedstawił Fatos Lubonja w książce Drugi wyrok, wydanej w polskim tłumaczeniu Doroty Horodyskiej.
W 1994 został uhonorowany pośmiertnie przez prezydenta Salego Berishę tytułem Męczennika Demokracji (Martir i Demokracisē).